# Co Hoedeman
Co Hoedeman   (Amsterdam, 1 d'agost de 1940 - Montreal, 26 de maig de 2025) va ser un cineasta neerlandès-canadenc conegut pel seu domini de l'animació stop-motion i innovació tècnica en pel·lícules que revelen la seva estreta observació de la interacció humana i social.

## Biografia
Hoedeman va néixer durant l'ocupació alemanya dels Països Baixos i va sobreviure a l'Hivern de la fam de 1944-45, quan molts dels residents d'Amsterdam van morir de fam provocada pel bloqueig alemany i altres factors.
Als 15 anys, Hoedeman va deixar l'escola per treballar com a retocador de fotografies a la indústria de la impressió als Països Baixos, però aviat va decidir provar el cinema. Primer va treballar a Multifilm, una petita productora a Haarlem, i després a Cinecentrum a Hilversum, on va treballar al departament d'òptics i efectes especials i va ajudar amb la càmera, el laboratori i el so quan podia. Hoedeman passava les nits fent cursos a l'Escola de Belles Arts d'Amsterdam i a l'Escola de Fotografia de La Haia. A mesura que milloraven les seves habilitats, va assumir un treball més complex, incloent transicions i models, i finalment va començar a dissenyar, editar i dirigir anuncis.
Hoedeman va emigrar al Canadà el 1965 amb la seva aleshores dona, per la possibilitat que el National Film Board of Canada el contractés. Es va presentar a l'NFB amb un rodet del seu treball anterior sota el braç i en pocs dies va aconseguir una feina com a ajudant de producció. El seu primer gran projecte va ser una pel·lícula educativa anomenada Continental Drift. Després es va traslladar a l'estudi d'animació francès recentment creat i va fer el que va anomenar la seva primera pel·lícula "real", Oddball' ', el 1969. Amb ganes d'aprendre més sobre les tècniques d'animació stop-motion, va anar a Txecoslovàquia el 1970 per estudiar animació de titelles.
Al seu retorn, va produir la innovadora i encantadora pel·lícula infantil Tchou-Tchou (1972), feta íntegrament amb blocs de fusta. Després, va fer una sèrie de pel·lícules d'animació basades en llegendes Inuit: The Man and the Giant, The Owl and the Lemming, The Owl and the Raven i Lumaaq. Va col·laborar estretament amb artistes de les comunitats àrtiques de Frobisher Bay (ara anomenada Iqaluit) i Povungnituk per il·lustrar les llegendes, utilitzant figures de pell de foca, talles de pedra esteatita i dibuixos.
El seu següent projecte va ser el molt ambiciós Le Château de sable / The Sand Castle, una faula emotiva que li va valer l'Oscar al millor curtmetratge d'animació als Premis Oscar de 1977. Aquest treball, que presentava una sèrie de criatures estranyes creades a partir de goma espuma, filferro i sorra, va guanyar nombrosos premis internacionals i ha demostrat ser un favorit perdurable. .

## Obres posteriors
Amb cada pel·lícula, Hoedeman va experimentar amb noves tècniques i materials, com ara paper matxé, retalls de paper i animació per ordinador. L'any 1992, Hoedeman va col·laborar amb un grup de reclusos nadius i inuit a la Penitenciaria de La Macaza, al nord de Quebec, per fer The Sniffing Bear / L'Ours renifleur, una història d'advertència sobre l'abús de substàncies. Va seguir amb una altra pel·lícula seriosa, The Garden of Ecos / Le Jardin d'Écos, una faula ecològica que mostra com de fàcil és alterar l'equilibri de la natura.
El 1998, Hoedeman va tornar a la seva passió, fer pel·lícules infantils capritxoses, elaborant una sèrie de quatre pel·lícules de titelles amb Ludovic, un dolç i jove osset de peluix, i la seva família. The Snow Gift (1998), A Crocodile in My Garden (2000), Visiting Grandpa (2001), i Magic in the Air (2002) es van publicar junts en DVD sota el títol Four Seasons in the Life of Ludovic.
La seva última pel·lícula com a empleat de la National Film Board va ser Marianne's Theatre (2004), que va completar després de saber que ell i el seu company pioner de l'animació Jacques Drouin serien acomiadats poc abans de la jubilació, víctimes de retallades pressupostàries i de la mudança de l'NFB cap a la contractació de cineastes amb contracte, en lloc de donar suport a personal permanent a temps complet.
Hoedeman ara actua com a cineasta i consultor independent que treballa en diversos projectes, inclosa la producció d'una sèrie de televisió animada basada en les seves pel·lícules de Ludovic.
Hoedeman és el subjecte de dues pel·lícules documentals: Co Hoedeman, Animator de Nico Crama (1980) i In the Animator's Eye: A Conjurer's Tales - Co Hoedeman (1996).

## Filmografia
- Continental Drift - 1968
- Oddball - 1969
- Matrioska - 1970
- Tchou-tchou - 1972
- The Owl and the Lemming: An Eskimo Legend - 1971
- The Owl and the Raven: An Eskimo Legend - 1973
- Lumaaq: An Eskimo Legend - 1975
- The Man and the Giant: An Eskimo Legend - 1975
- Le Château de sable (The Sand Castle) - 1977
- The Treasure of the Grotoceans (Le trésor des Grotocéans) - 1980
- Masquerade - 1984
- Charles and François -1988
- The Box (La Boîte) - 1989
- The Sniffing Bear (L'Ours renifleur) - 1992
- The Garden of Écos (Le jardin d'Écos) - 1997
- Ludovic: The Snow Gift - 1998
- Ludovic: A Crocodile in My Garden - 2000
- Ludovic: Visiting Grandpa - 2001
- Ludovic: Magic in the Air - 2002
- Marianne's Theatre (Le théâtre de Marianne) - 2004
- Winter Days - 2003
- 55 Socks - 2011